# 58e Match des étoiles de la Ligue nationale de hockey
Match précédent Match suivant
Le 58e Match des étoiles de la Ligue nationale de hockey se déroule le 30 janvier 2011. Le match est présenté au RBC Center situé à Raleigh en Caroline du Nord aux États-Unis.
L'événement a été annoncé le 7 avril 2010 par Gary Bettman (Commissaire de la LNH) et Jim Rutherford (Président et directeur général des Hurricanes de la Caroline). Au début, l'événement devait être organisé au Jobing.com Arena, domicile des Coyotes de Phoenix. L'événement a été déplacé à cause des problèmes financiers des Coyotes de Phoenix.
La version 2011 du Match des étoiles a été fait d'une toute nouvelle façon. Au lieu que le match soit disputé entre deux équipes de chacune des conférences ou de certaines nationalités, la composition des deux équipes d'étoiles est établie par un repêchage alterné où les joueurs sont choisis par les deux capitaines Eric Staal et Nicklas Lidström et leurs assistants-capitaines (Mike Green et Ryan Kesler dans l'équipe de Staal, Martin Saint-Louis et Patrick Kane dans l'équipe de Lidström). Les partisans pouvaient toujours élire des joueurs partants pour le Match des étoiles, mais seulement 6 au lieu des 12 habituellement votés.

## Match des étoiles
| 30 janvier 2011 | Équipe Staal | 10-11 (4-4, 2-3, 4-4) | Équipe Lidström | RBC Center 18 680 spectateurs |